# Dywidenda cyfrowa
Dywidenda cyfrowa (ang. Digital Dividend) – częstotliwości radiowe zwolnione przez nadawców telewizji analogowej. Europejska Konferencja Administracji Poczty i Telekomunikacji określa te zasoby jako częstotliwości wewnątrz pasm VHF (III zakres TV: 174–230 MHz) i UHF (IV i V zakres TV: 470–862 MHz).
W węższym zakresie znaczeniowym, terminu dywidenda cyfrowa używa się w kontekście częstotliwości zwolnionych przez nadawców sygnału telewizji analogowej na rzecz operatorów telefonii komórkowej. W Europie przeznacza się na ten cel zakres częstotliwości 790 – 862 MHz (tzw. pasmo 800 MHz).
Urząd Komunikacji Elektronicznej przedstawił następujące potencjalne zastosowania dywidendy cyfrowej:
- telefonia komórkowa
- telewizja mobilna (np. w standardzie DVB-H)
- ogólnopolska naziemna telewizja cyfrowa (standardy SDTV i HDTV) oraz lokalne telewizjie cyfrowe (obejmujące zasięgiem kilka gmin lub powiatów)
- łączność dla służb ratowniczych lub wojska

## Użycie dywidendy cyfrowej dla potrzeb telefonii komórkowej
Obecnie na świecie, na bazie dywidendy cyfrowej zdefiniowano następujące częstotliwości dla potrzeb telefonii komórkowej:
- Region 1 (Europa, Bliski Wschód, Afryka) – 790–862 MHz
- Region 2 (Ameryka) – 698–806 MHz
- Region 3 (Azja) – 698–862 MHz (Chiny, Indie, Japonia) i 790–862 MHz (pozostałe azjatyckie kraje)